# La Prévière
La Prévière korábbi község Franciaország Loire mente régiójában, Maine-et-Loire megyében. 2016. december 15-én kilenc másik korábbi községgel egyesült és Ombrée d’Anjou új község része lett.
Lakosainak száma 238 fő (2018. január 1.). La Prévière Pouancé, Juigné-des-Moutiers, Armaillé és Carbay községekkel határos.

## Népesség
A település népességének változása:
| Lakosok száma | 242  | 229  | 297  | 275  | 288  | 261  | 251  | 246  | 240  | 238  |
|               | 1968 | 1975 | 1982 | 1990 | 1999 | 2006 | 2011 | 2013 | 2017 | 2018 |